# Bureau international des poids et mesures

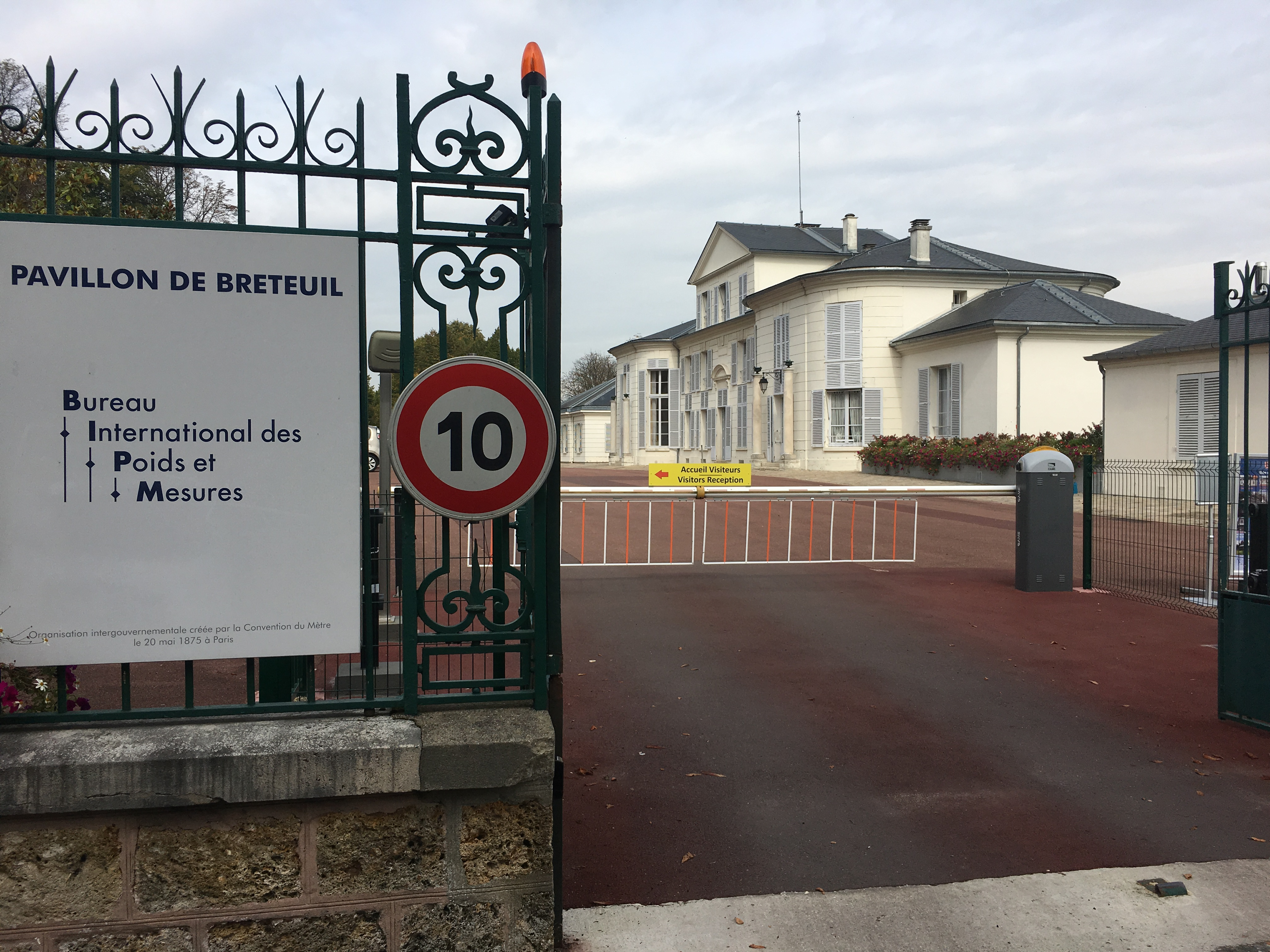
Het BIPM

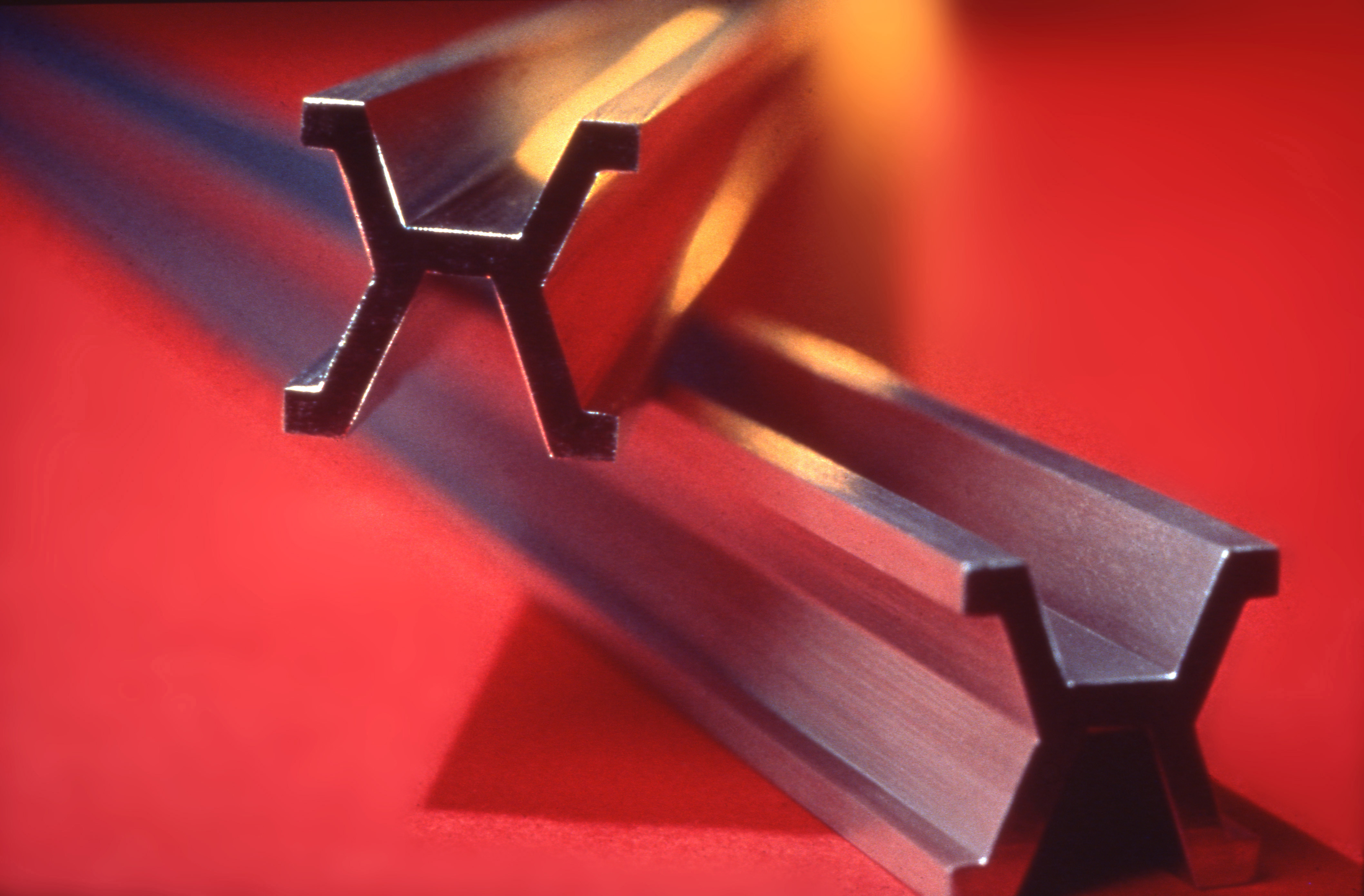
Internationaal prototype van de meter, een staaf van platina-iridium. Het was de standaard tot 1960 (NIST).

Het Bureau international des poids et mesures (BIPM; 'internationaal bureau voor gewichten en maten') is een internationale organisatie die verantwoordelijk is voor het internationaal eenhedenstelsel (SI-stelsel). 
Het is gevestigd in Pavillon de Breteuil, in het park van Saint-Cloud nabij Parijs. Omdat de ingang zich bevindt op het grondgebied van de gemeente Sèvres, is dat ook het postadres van het BIPM, hoewel het paviljoen zelf in de gemeente Saint-Cloud ligt. De vestigingsplaats heeft internationale status, zij het geen extraterritorialiteit.
Het bureau werd in 1875 opgericht door de internationale meterconventie. Hier werd ook in 1889 de nieuwe standaardmeter vervaardigd. Op de eerste CGPM (Conférence Générale des Poids et Mesures of Algemene conferentie voor gewichten en maten) werd in 1889 de meter gedefinieerd als de afstand tussen twee inkepingen op een staaf van 90% platina en 10% iridium, de zogenaamde X-meter. De standaardmeter is tot 1960 in gebruik geweest.
Taak van het bureau is Het garanderen van wereldwijde eenvormigheid van metingen en het beschikbaar maken daarvan via het SI.